# Springfield (U-Boot)
Die USS Springfield (SSN-761) ist ein Atom-U-Boot der United States Navy und gehört der Los-Angeles-Klasse an. Sie wurde nach den beiden Städten Springfield in Illinois und in Massachusetts benannt.

## Geschichte
SSN-761 wurde 1986 in Auftrag gegeben. Der Bau fand bei Electric Boat statt, Kiellegung war am 29. Januar 1990. Nach zwei Jahren im Trockendock und einem weiteren Jahr Endausrüstung an der Pier wurde die Springfield Anfang 1993 offiziell in Dienst gestellt.
Bis 2004 verlegte die Springfield zu insgesamt sechs halbjährigen Einsätzen in den Atlantik und europäische Gewässer. Mitte des Jahres wurde dann eine Überholung und Modernisierung gestartet. Diese fand ebenfalls in der Werft von EB statt. 2008 verlegte das Boot als Geleit des Trägers Theodore Roosevelt Richtung Mittelmeer.